# Полянка (Нижньосілезьке воєводство)
Полянка (пол. Polanka, нім. Kunzendorf bei Liegnitz) — село в Польщі, у гміні Руя Леґницького повіту Нижньосілезького воєводства.
Населення — 119 осіб (2011).
У 1975-1998 роках село належало до Легницького воєводства.

## Демографія
Демографічна структура станом на 31 березня 2011 року:
|          | Загалом | Допрацездатний вік | Працездатний вік | Постпрацездатний вік |
| -------- | ------- | ------------------ | ---------------- | -------------------- |
| Чоловіки | 62      | 12                 | 46               | 4                    |
| Жінки    | 57      | 14                 | 30               | 13                   |
| Разом    | 119     | 26                 | 76               | 17                   |